# Pinte (Helme)
Die Pinte, in einigen Karten auch Krimme genannt, ist ein Bach und linker Zufluss der Helme im thüringischen Landkreis Eichsfeld.

## Verlauf
Die Pinte entspringt unweit des Naturschutzgebietes Sülzensee-Mackenröder Wald. Sie fließt ab der Quelle bis an den nördlichen Ortsrand von Stöckey in südöstliche Richtung, wobei sie diverse Nebenbäche aufnimmt. Am Ortsrand dreht die Pinte in südwestliche Richtung ab. Den Ort selbst durchfließt sie in südlicher Richtung. Kurz bevor sie die Helme erreicht, wird die Pinte in zwei Arme geteilt, von denen der östlichere etwas länger ist. In einem Abstand von circa 230 m münden die beiden Arme in die Helme.